# Mahathala burmana
Mahathala burmana är en fjärilsart som beskrevs av Talbot 1942. Mahathala burmana ingår i släktet Mahathala och familjen juvelvingar. Inga underarter finns listade i Catalogue of Life.